# Montanhas Costeiras
As Montanhas Costeiras (em inglês:  Coast Mountains) constituem a parte mais ocidental da Cordilheira do Pacífico, estendendo-se para norte desde a costa sudoeste da América do Norte e cobrindo a maior parte da zona costeira do Yukon e Colúmbia Britânica até à parte do sudeste do Alasca, no chamado Panhandle do Alasca.
A cordilheira das Montanhas Costeiras tem cerca de 1600 km de comprimento e 200 a 300 km de largura, ligando a oeste da Colúmbia Britânica, desde o rio Fraser, perto de Vancouver, no sul, até à faixa do Alasca (Panhandle do Alasca) e o Yukon, no norte.
Estão incluídas num vasto sistema montanhoso conhecido como a Cordilheira do Pacífico, o qual também engloba a Cordilheira do Alasca, os Montes Chugach, os Montes de Santo Elias, a Cordilheira das Cascatas, a Sierra Nevada e a Sierra Madre Ocidental no México. Inclui montanhas vulcânicas e não-vulcânicas, e campos de gelo.
O seu ponto mais elevado é o Monte Waddington (4019 m).
1. ↑  BC Names/GeoBC entry "Coast Mountains"
2. 1 2  «BCGNIS Query Results». Government of British Columbia. Consultado em 13 de novembro de 2008 [ligação inativa][ligação inativa]